# 케라톱스
케라톱스(Ceratops, "뿔이 있는 얼굴"이라는 의미)는 의문명인 초식성 각룡류 공룡의 한 속으로 백악기 후기에 살았다. 화석은 몬태나 주에서 발견되었다. 알려진 것이 많지는 않지만 각룡류(케라톱시아)와 케라톱스과의 이름이 이들의 모식속인 케라톱스에서 유래했을 정도로 공룡의 연구에서 중요한 역할을 해왔다. 실제 화석은 보존상태가 좋지 않아 잘 알려진 표본들과 연결짓기가 힘들어 케라톱스는 의문명으로 간주된다.

## 역사
케라톱스로 분류된 첫번째 화석은 후두과(occipital condyle)와 한 쌍의 뿔로 되어 있는데 존 벨 해처(1861-1904)에 의해 1888년 늦여름 몬태나주 블레인 카운티의 카우크릭 부근, 주디스리버 층 최상부에서 발견되었다. 해처는 이 당시 오트니엘 찰스 마쉬에게 고용되어 있었는데 마쉬는 같은 해 이 화석을 모식종 케라톱스 몬타누스(Ceratops montanus)로 명명하였다. 속명은 그리스어 케라스(κέρας, keras, 뿔)과 옵스(ὤψ, ops, "얼굴")에서 온 것이다. 속명은 몬태나 주에서 따왔다. 마쉬는 처음에 이것이 머리 뒤쪽에 두 개의 뿔이 있고 몸 길이가 8-10 미터 정도, 등에는 골판이 있으며 두 다리로 걷는 스테고사우루스 비슷한 공룡이라고 생각했다. 마쉬에 따르면 "매우 이상한 모습이었을 것이다." 마쉬의 그림에는 한 쌍의 뿔을 뒤쪽에서 본 모습이 그려져 있는데 여기서 마쉬는 뿔의 좌우 위치를 바꾸고 안쪽과 바깥쪽도 반대로 회전시켜 뿔이 안쪽을 향하게 그려 놓았다.
완모식표본인 USNM 2411은 샹파뉴절 지층에서 발견되었다. 후두과 외에 두 개의 이마 뿔심(horn core)의 길이는 22cm 정도다. 전두골의 일부가 오른쪽 뿔에 붙어 있다. 마쉬는 후에 두 개의 인상골, USNM 4802 와 USNM 2415를 발견해 이 종으로 분류했다. 하지만 이 두 개의 인상골은 켄트로사우루스아과에 속하는 화석일 가능성이 높다. 이것은 아바케라톱스로 분류되기도 했다.
1906년에 리차드 스완 럴은 케라톱스라는 이름이 조류 쪽에서 먼저 사용되었으나 (Ceratops Rafinesque 1815) 무자격명(nomen nudum)이라서 1888년에도 여전히 사용가능한 이름이라는 것을 알아냈다. 하지만 럴은 임시로 이를 대체할 이름인 프로케라톱스(Proceratops)를 제안하였다. 따라서 프로케라톱스는 케라톱스의 동물이명이 된다.
20세기 초반에 이미 많은 수의 각룡류 화석들이 발견되어 케라톱스의 부분적인 표본만으로는 가까운 관계의 다른 각룡들과 구분하기가 매우 힘들어졌다. 오늘날에는 케라톱스가 의문명으로 간주된다. 하지만 때때로 발견된 지역을 고려해 볼 때 어쩌면 케라톱스의 완모식표본과 연결될 수 있는 새로운 표본들이 발견되곤 한다.
1995년에 데이비드 트렉슬러와 F.G. 스위니는 몬태나의 뼈층에서 발견된 완전한 표본을 통해 케라톱스를 재평가할 수 있을 것이라고 생각했다. 이 지층은 맨스필드 뼈층(Mansfield Bonebed)라고 알려져 있는데, 케라톱스의 최초 표본이 발견된 지층과 층서적으로 동일한 위치에 속한다. 원래는 스티라코사우루스 화석으로 간주되었으나 먼저 이 화석을 연구했던 저자들이 스티라코사우루스의 프릴 스파이크로 생각했던 것이 카스모사우루스아과 공룡의 눈 위에 있는 뿔인 것으로 밝혀졌다. 트렉슬러와 스위니는 이 뿔이 케라톱스의 뿔과 유사하며, 케라톱스가 다시 유효한 속명이 될 수도 있다는 점을 지적했다. 이 뼈층에서 발견된 케라톱스과 공룡은 알베르타케라톱스로 분류되었으며 후에 새로운 속인 메두사케라톱스로 재분류되었다.
1999년에 폴 펜칼스키와 피터 도드슨은 케라톱스의 표본이 너무 부족해서 의문명이긴 하지만 아바케라톱스와 매우 유사해 보이며 아바케라톱스가 어린 케라톱스일 수도 있다고 결론 내렸다. 이것을 증명하기 위해서는 더 많은 표본이 필요하다.

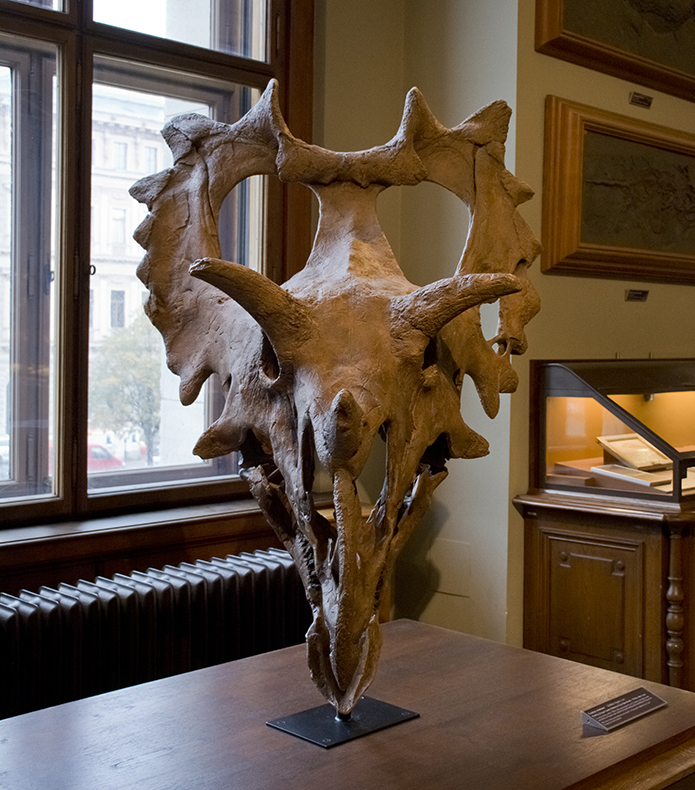
"주디스"라는 별명을 가진, 케라톱스일 수도 있는 표본

2005년에 매우 잘 보존된 각룡류의 두개골 및 몸통 일부 화석이 몬태나 주의 퍼거스 카운티, 주디스강 층에서 발견되었다. "주디스"라는 별명이 붙은 이 표본은 초기 조사에서 C. montanus와 근연관계인 것으로 생각되었다. 발견된 위치가 층서적으로 C. montanus가 발견된 위치와 매우 가까웠으며 거리도 그다지 멀지 않았다. 표본은 이후 꼼꼼한 처리를 거쳐 연구되었다. 크리스토퍼 오트, 피터 라슨, 조 스몰, 에드워드 율리아노, 빌 쉽, 린다 쉽, 커트 스피어링으로 구성된 연구팀은 이 표본을 기재한 논문을 제출했고, 2013년 말에 출판될 예정이다.

### 후에 발견된 종들
1889년에 마쉬는 케라톱스의 두 번째 종인 케라톱스 호리두스(Ceratops horridus)를 명명했다. 이것은 곧바로 다음 논문에서 트리케라톱스 호리두스로 재명명되었다. 따라서 케라톱스 호리두스는 트리케라톱스의 모식종이다. 같은 논문에서 마쉬는 자신이 거대한 소과 동물로 잘못 동정했던 각룡류 표본인 비손 알티코르니스(Bison alticornis Marsh, 1887)를 케라톱스 알티코르니스로 재명명했다. 1890년에 마쉬는 하드로사우루스 파우키덴스 (Hadrosaurus paucidens Marsh, 1889)를 케라톱스 파우키덴스로 재명명했지만 이것이 하드로사우루스과에 속한다는 해처의 원래 평가가 아마 정확할 것이다.
1905년에 해처는 모노클로니우스 속의 세 종을 케라톱스 속으로 재명명했다. 모노클로니우스 레쿠르비코르니스(Monoclonius recurvicornis Cope, 1889)는 케라톱스 레쿠르비코르니스가 되었고, 모노클로니우스 벨리(Monoclonius belli Lambe, 1902) 는케라톱스 벨리, 모로클로니우스 카나덴시스(Monoclonius canadensis Lambe, 1902)는 케라톱스 카나덴시스가 되었다. C. belli는 별도의 속인 카스모사우루스가 되었다. 1925년에 윌리엄 킹 그레고리는 케라톱스와 카스모사우루스가 동일한 속이라고 결론내렸으나 대부분의 연구자들은 이 주장을 기각했다.

### 종 목록
- 케라톱스 몬타누스(Ceratops montanus) Marsh 1888: nomen dubium; type species of Ceratops Marsh 1888; = Proceratops montanus (Marsh 1888) Lull 1906
- 케라톱스 호리두스(Ceratops horridus) Marsh 1889: = 트리케라톱스 호리두스(Triceratops horridus) (Marsh 1889) Marsh 1889
- 케라톱스 알티코르니스(Ceratops alticornis) (Marsh 1887) Marsh 1889: nomen dubium; = Bison alticornis Marsh 1887, = Triceratops alticornis (Marsh 1887) Lull vide Hatcher, Marsh & Lull 1907
- 케라톱스 파우키덴스(Ceratops paucidens) (Marsh 1889) Marsh 1890: nomen dubium; = Hadrosaurus paucidens Marsh 1889; 람베오사우루스 람베이(Lambeosaurus lambei) 화석일 가능성이 있음.
- 케라톱스 벨리(Ceratops belli) (Lambe 1902) Hatcher vide Stanton & Hatcher 1905: = Monoclonius belli Lambe 1902; = 카스모사우루스 벨리(Chasmosaurus belli) (Lambe 1902) Lambe 1914
- 케라톱스 카나덴시스(Ceratops canadensis) (Lambe 1902) Hatcher vide Stanton & Hatcher 1905: = Monoclonius canadensis Lambe 1902; = Eoceratops canadensis (Lambe 1902) Lambe 1915
- 케라톱스 레쿠르비코르니스(Ceratops recurvicornis) (Cope 1889) Hatcher vide Stanton & Hatcher 1905: = Monoclonius recurvicornis Cope 1889

## 분류
마쉬는 1888년에 케라톱스를 케라톱스과로 분류하였다. 따라서 케라톱스는 앵무새 같은 부리를 가지고 6600만 년 전에 끝난 백악기 후기에 북아메리카와 아시아에 살았던 초식공룡 무리, 각룡류에 속한다. 1919년에 오테니오 아벨(Othenio Lothar Franz Anton Louis Abel)이 케라톱스아과를 만들었으나 케라톱스아과에는 문제가 있다. 폴 세레노는 케라톱스아과를 카스모사우루스아과와 동일한 것으로 보았으나 다른 연구자들은 케라톱스의 위치가 분명하지 않기 때문에 케라톱스아과를 케라톱스에만 국한시키고 있다.

## 식성
다른 각룡류들처럼 케라톱스도 초식성으로 부리로 식물을 물어뜯어서 치열을 이용해 씹어먹었다.